# Amina Orfi
Amina Orfi (* 29. Juni 2007 in Kairo) ist eine ägyptische Squashspielerin.

## Karriere
Amina Orfi spielt seit 2022 auf der PSA World Tour und gewann auf dieser bislang sieben Titel. Ihre beste Platzierung in der Weltrangliste erreichte sie mit Rang fünf am 17. März 2025. Bei den Juniorinnen war ihr größter Erfolg der Gewinn der Weltmeisterschaft 2022. Im Finale besiegte sie Salma Eltayeb nach 0:2-Satzrückstand noch in fünf Sätzen. In der Folge sicherte sie sich im Saisonverlauf 2022/23 auf der World Tour ihre ersten drei Titelgewinne. Im Februar 2023 erreichte sie in Washington, D.C. erstmals auch ein Finale der Kategorie PSA World Tour Bronze, das sie gegen Tinne Gilis verlor. Am Ende der Saison verteidigte sie bei den Weltmeisterschaften der Juniorinnen erfolgreich ihren Titel, nachdem sie Aira Azman im Endspiel besiegte. Mit der ägyptischen Nationalmannschaft wurde sie 2024 Weltmeisterin. Ein Jahr darauf wurde sie zum vierten Mal in Folge Junioren-Weltmeisterin und damit auch Rekordsiegerin des Wettbewerbs.

## Erfolge
- Weltmeisterin mit der Mannschaft: 2024
- Gewonnene PSA-Titel: 7